# Чайлд, Роберт
Роберт Чайлд (англ. Robert Child; 1613—1654) — английский агроном и алхимик.
Сведения о месте и времени рождения Роберта Чайлда Роберт восстанавливаются из косвенных источников. Распространённая в литературе дата рождения в 1613 году определяется на основании точно известной даты поступления в Лейденский университет 23 мая 1635 года. Можно предположить, что Чайлд появился на свет в семейном поместье в Норфлите (Кент). Семейство Чайлдов было известно в Кенте с середины XIII века, а отец Роберта, Джон Чайлд имел репутацию прогрессивного земледельца и заводчика крупного рогатого скота. У Роберта был старший брат, также Джон. Получив степень магистра искусств в кембриджском колледже Корпус Кристи в 1635 году, Роберт продолжил медицинское образование в Лейденском университете. Не известно, сколько времени он провёл в Лейдене, но в годы учёбы Чайлд посетил многие страны Европы, и завершил образование в 1638 году в Падуанском университете. Получил ли он там степень доктора медицины доподлинно не известно, но сам Чайлд так утверждал. О путешествиях этого периода, равно как и совершённых позднее, Чайлд упоминал в трактате «A Large Letter concerning the Defects and Remedies of English Husbandry Written to Mr. Samuel Hartlib» («Большое письмо касательно недостатков английского скотоводства и средств к их исправлению, написанное г-ну Сэмюэлю Хартлибу»), изданному в 1651 году. В этот период он установил научные и деловые знакомства, которые ему пригодятся в дальнейшем. Получив медицинскую степень, Чайлд вернулся на родину и, вдохновлённый новейшими веяниями в науке, сблизился с членами «кружка Хартлиба», включавшего ряд влиятельных интеллектуалов и политиков Англии. Чайлда вдохновляла идея способствовать общественному благу через развитие «механических искусств», и его экономическим взглядам был ближе всего пуританизм, предполагающий исполнение Божье воли путём практических дел и добывания «сокровищ природы». Для практических исследований Чайлд избрал Новую Англию. В период с 1638 по 1641 год обошёл плантации от реки Делавэр на север, делая наблюдения о состоянии промышленности и ремёсел колоний. Тогда же Чайлд продолжил знакомство с видным колониальным администратором и учёным Джоном Уинтропом младшим, с которым, видимо, познакомился в начале 1630-х годов в Англии. В дальнейшем Уинтроп и Чайлд стали партнёрами в металлургических и алхимических занятиях.
Возвратившись в Англию, Чайлд поддерживал свои американские знакомства, и выступал в качестве поставщика алхимической литературы для Уинтропа. В письмах к последнему он сообщал о своём желании вернуться в Новую Англию и вместе заняться различными предприятиями, включая устройство виноградников и разведение шелковичных червей. Когда Уинтроп сам приехал Лондон, они продолжили обсуждение совместных планов, главным из которых был проект чугуннолитейного завода. Уинтроп нуждался в инвесторах, и Чайлд стал одним из них, вместе с 23 другими. Закупив необходимые материалы, в 1644 году Уинтроп вернулся в Бостон. В декабре кузница в Брейнтри была запущена и начала выдавать металл, и тогда же Уинтроп потерял интерес к этому делу. Вероятно, более перспективным он посчитал добычу «чёрного свинца» (англ. black lead), под которым в то время понимали множество различных руд, в частности свинец, висмут и графит. Согласно представлениям того времени, «чёрный свинец» представлял собой «незрелое» серебро, и его вызреванию можно было способствовать с помощью алхимических процедур. Эти планы Уинтроп вынашивал уже давно, но — в отличие от металлургического проекта — посвятил в него только самых доверенных людей, в том числе Чайлда. Во время своего пребывания в Европе Уинтроп пытался убедить ряд алхимиков принять участие в его проекте, и продолжал это делать вернувшись в Америку. Он выкупил участок в районе Пекотской бухты (ставший доступный для поселенцев после Пекотской войны), малопригодный для сельского хозяйства, но с удобной гаванью. Согласно проведённым на месте исследованиям, в «свинце» содержался висмут, что было хорошим знаком, так как висмут часто сопутствует серебру. Материалы были посланы для анализа и Чайлду в Англию, по заключению которого содержащийся в руде графит также представлял ценность и мог бы пользоваться спросом на Континенте для изготовления карандашей.
Другим направлением сотрудничества Уинтропа и Чайлда было повышение производительности в сельском хозяйстве, прежде всего в скотоводстве; это предполагалось достичь внедрением европейских трав. По совету Чайлда, Уинтроп начал обмен семенами с ботаником Джоном Традескантом. С целью поиска наилучших сортов винограда Чайлд предпринял путешествие во Францию — он рассчитывал устроить возле шахты виноградник. Размышлял Чайлд и о садоводстве (англ. Gardening), которое должно было раскрыть весь свой потенциал в Новой Англии. В 1651 году, в своём «Большом письме» он писал, что, хотя за последние полвека садоводство сделало большие успехи, и кабачки, цветная капуста и турнепс перестали быть редкостью, многие части Англии пребывают в полном невежестве относительно этой науки. Поиски путей развития виноделия в Англии, писал он, должны стать делом национальной гордости. Со своей стороны, Уинтроп решительно приступил к воплощению в жизнь этой программы в районе Наррагансетта. Полный энтузиазма, Чайлд присоединился к нему в сентябре 1645 года.
Не известно, с какой целью в 1651 или в 1652 году, Чайлд переехал в Ирландию, которая в то время считалась более перспективной в сельскохозяйственном отношении. Вероятно, он это сделал по приглашению одного из ирландских землевладельцев, которых было много среди его друзей. Из письма Сэмюэля Хартлиба к Роберту Бойлю, написанному после смерти Чайлда, можно сделать вывод, что это был полковник Артур Хилл из графства Даун. Хилл был в 1651 году назначен членом комиссии по доходам Ольстера, занимавшейся обустройством конфискованных поместий и заселением графства новыми работниками. В этом качестве, а также как прогрессивный землевладелец, Хилл был заинтересован в развитии скотоводства. Чайлд умер в Ирландии между февралём и маем 1654 года.